# Cryptodromia marquesas
Cryptodromia marquesas is een krabbensoort uit de familie van de Dromiidae. De wetenschappelijke naam van de soort is voor het eerst geldig gepubliceerd in 2001 door McLay.